# Marta Trillas Morera
Marta Trillas Morera (Barcelona) llicenciada en Dret per la Universitat de Barcelona, ha exercit durant anys l'advocacia i des de 1996 és procuradora dels tribunals, compaginant la seva professió amb l'escriptura.

## Obres
- Salteado de togas (2010), la seva primera novel·la, arrenca amb la troballa per part d'una famosa chef barcelonina d'un cadàver a la Ciutat de la Justícia, amb la implicació en el crim de personatges relacionats amb l'àmbit judicial.
- El reverso de tu alma (2014), Trillas fa que ens endinsem en el món complex dels trastorns de personalitat a partir dels brutals assassinats d'una ment distorsionada i sàdica.
- Manto negre (2016) comença en un concurs de vins celebrat al Penedès, on alguns membres del jurat cauen fulminats, víctimes d'un verí. Mentre l'astorament i la commoció són absoluts, els secrets del passat s'obren camí entre les vinyes i la pitjor de les metzines, la rancúnia que impedeix l'oblit i el perdó, es farà mestressa de terres i persones.

## Premis
I Premi de Novel·la Curta Celler de Lletres (2015),organitzat per la Biblioteca Municipal Ramon Bosch de Noya i l'Ajuntament de Sant Sadurní d'Anoia, per Manto negre.